# Joseph Schröter
Joseph Schröter (Patschkau, 1837 – Breslavia, 1894) è stato un micologo e medico tedesco.
Nel 1855 studiò medicina a Breslavia e l'anno successivo all'Accademia Wilhelm a Berlino.
Esercitò la professione come medico militare nell'esercito prussiano nella guerra franco-prussiana.

## Pubblicazioni
- J. Schröter, Die natürlichen Pflanzenfamilien, Engler and Prant, 1897.

## Funghi descritti
Nel corso della sua vita J. Schröter ha descritto i seguenti generi e le seguenti specie di funghi:

### Generi
- Aleurodiscus
- Ceratiomyxa
- Clavulina
- Daedaleopsis
- Dicranophora
- Hygrophoropsis
- Plasmopara
- Sclerospora
- Sorosphaera
- Synchephalastrum

### Specie
- Clavulina cinerea (Fries) J. Schroeter
- Clavulina cristata (Fries) J. Schroeter
- Daedaleopsis confragosa (Fries) J. Schroeter
- Serpula lacrimans (Fries) J. Schroeter
- Verpa bohemica (Krombholz) J. Schroeter